# Mauksch Tamás
Mauksch Tamás (Késmárk, 1749. december 20. – Késmárk, 1832. február 10.) természetkutató, az egyik első tátrai kutató, tanár, evangélikus lelkész, kereskedő. 

## Élete
A késmárki líceumban érettségizett, majd a lipcsei egyetemen tanult teológiát és természettant. 1776-1784 között a késmárki líceum tanára és igazgatóhelyettese volt, 1784-1786 között német evangélikus lelkipásztor Bártfán, 1786-1802 között ugyanaz Nagyszalókon, Szepes vármegye – itt kezdett borral kereskedni. 1802-ben lemondott lelkipásztori állásáról, Késmárkra költözött, kereskedett, többek között krakkói kereskedőknek bort árult. 
Az említett tevékenység mellett történelemmel, kőzettannal, klimatológiával, a tátrai tavakkal is foglalkozott, de 1780-tól a tátrai és a tátraaljai flóra kutatásának szentelte szabadidejét. Nagy növénygyűjteménye volt, 1803-ban a késmárki háza mellett füvészkertet létesített. Kőzetgyűjteménye is volt. 
Gyakori tátrai kirándulásai során jól megismerte a hegységet, különösen a szepességi oldalát, a hegység egyik legjobb ismerőjévé vált. 1795-ben megkísérelt feljutni a Lomnici-csúcsra. Több természettudóst kísért el a Tátrába, többek között az angol Robert Townsont, a brazil da Cramer-t, a svéd Göran Wahlenberget, Kitaibel Pált, de más látogatókat és katonatiszteket is. Túratársai legtöbbször Asbóth János, Berzeviczy Gergely, Csáky István és ezek vendégei voltak. 
Nagyszalóki tartózkodása alatt gyakran használta Csáky István tátrafüredi vadászházát, vendégeivel itt éjszakázott. Egy ilyen kirándulást Berzeviczy Gergely írt le, de maga Mauksch is többször a naplójában.
A botanikát amatőrként kezdte, de hamarosan a szepességi és tátrai flóra elismert szakértőjévé vált. Baráti kapcsolatokat tartott fenn Kitaibel Pállal, sok szepességi és tátrai növényt küldött neki, például 1797-1800 között minden évben. Kitaibel és Waldstein nagy művében, a Descriptiones et icones plantarum rariorum Hungariae Mauksch segítségét a szerzők meg is említik. Az 1813-as tátrai látogatása alatt a híres svéd botanikus Göran Wahlenberg megköszönte a segítségét és áttanulmányozta növénygyűjteményét.
A 18. század végén és a 19. század elején Mauksch jelentősen hozzájárult a Tátra és Tátraalja megismeréséhez. Nem csak műveivel, hanem az odalátogató természetkutatóknak adott tanácsaival, kalauzolásukkal is. A tátrai helynevekben neve megmaradt a Nagyszalóki-csúcs oldalán található Mauksch-gödör és a Késmárki-völgyben lévő Mauksch-tó elnevezésében. A nagylomnici templomban 1901. szeptember 8-án emléktáblát állítottak tiszteletére.

## Művei
Botanikai művei kéziratban maradtak: 
- Flora Scepusii Septemtrionalis,
- Tentamen Florae Scepusii partim aliorum comitatuum, mindkét mű elveszett,
- Verzeichniss der Zipser Pflanzen, die ich bis 1797 gesammelt habe,
- Verzeichniss der nach Pest eingeschichten Pflanzen, Kitaibelnek küldött növények jegyzéke,
- Verzeichniss der Pflanzen, die mit Wahlenberg von seine Reise mitbrachte, und die ich hier nicht fand oder verkannte,
- Index plantarum in Scepusio lectarum,
- Verzeichniss und Beschriebung der Carpatischen Blätterschämme (Agarici) im Zipser Comitat in Ungarn, ezt a 112 gomba leírását tartalmazó művét Rumy G. K. tette közzé,
- Wegweiser durch die Zipser kapratischen Alpen , mai napig kéziratban maradt kalauz (az MTA kézirattárában található), annak ellenére, hogy barátja Rumy G. K. már 1826 nyomtatásra előkészítette. A mű egy botanikai részt is tartalmaz, amelyben 1508 egyedet sorol fel.

Botanikai feljegyzéseit és meteorológia megfigyeléseit az 1794-1832 években vezetett naplójában (Tagebuch) írta. A naplót sem adták ki, de Weber Sámuel a Maukschról szóló életrajz és Lipták János a késmárki líceumról szóló művének megírásakor felhasználta.